# Кобринский, Илья Григорьевич
Илья Григорьевич Ко́бринский (10 [23] декабря 1904, Широкое, Херсонская губерния — 4 ноября 1979, Днепропетровск) — украинский советский театральный режиссёр и педагог. Народный артист Украинской ССР (1960).

## Биография
Родился 10 (23) декабря 1904 года в селе Широкое (ныне в Криворожском районе Днепропетровской области).
В 1935 году окончил ГИТИС. Работал в ДУМДТ имени Т. Г. Шевченко (1935—1944, 1950—1955, 1961) и ДРДТ имени М. Горького (1944—1950; 1955—1960; 1962—1979). Одновременно, в 1935—1956 годах, преподавал в Днепропетровском театральном училище.
Член ВКП(б) с 1943 года.
Умер 4 ноября 1979 года в Днепропетровске.

## Творческая деятельность
В основе его режиссёрских работ принципы тонкого психологического театра. Его представления отличались художественными обобщениями и образностью.

### Театральные постановки
- 1937 — «Правда» А. Е. Корнейчука;
- 1948 — «Русский вопрос» К. М. Симонова;
- 1951 — «Навеки вместе» Л. Д. Дмитерко; «Женитьба» Н. В. Гоголя;
- 1952 — «Ревизор» Н. В. Гоголя, «Под золотым орлом» Я. А. Галана;
- 1956 — «Мораль пани Дульской» Г. Запольской;
- 1961 — «Сын века» И. П. Куприянова;
- 1975 — «Последние» М. Горького.

## Награды
- Сталинская премия 3-й степени (1951) — за спектакль «Навеки вместе» Л. Д. Дмитерко, поставленный на сцене ДУАДТ имени Т. Г. Шевченко;
- Народный артист Украинской ССР (1960);
- Медаль «За доблестный труд в Великой Отечественной войне 1941—1945 гг.».